# Хомізна
Хомізна (пол. Chomizna) — село в Польщі, у гміні Посвентне Білостоцького повіту Підляського воєводства.
Населення — 63 особи (2011).

## Демографія
Демографічна структура станом на 31 березня 2011 року:
|          | Загалом | Допрацездатний вік | Працездатний вік | Постпрацездатний вік |
| -------- | ------- | ------------------ | ---------------- | -------------------- |
| Чоловіки | 34      | 10                 | 20               | 4                    |
| Жінки    | 29      | 6                  | 16               | 7                    |
| Разом    | 63      | 16                 | 36               | 11                   |